# Чемпионат мира по бобслею и скелетону 1996
48-й чемпионат мира по бобслею и скелетону прошёл с 16 по 20 февраля в 1996 году в городе Калгари. Это был первый чемпионат мира, в котором соревнования у бобслеистов и скелетонистов прошли в одном городе.

## Бобслей

### Соревнование двоек
| Место | Спортсмены                       | Страна    |
| ----- | -------------------------------- | --------- |
|       | Кристоф Ланген, Маркус Циммерман | Германия  |
|       | Пьер Людерс, Дэвид Макикерн      | Канада    |
|       | Рето Гётши, Гуидо Аклин          | Швейцария |

### Соревнование четвёрок
| Место | Спортсмены                                                 | Страна    |
| ----- | ---------------------------------------------------------- | --------- |
|       | Кристоф Ланген, Маркус Циммерман, Олаф Хампель, Свен Рюхр  | Германия  |
|       | Марсель Рёнер, Маркус Вассер, Томас Шрейбер, Роланд Таннер | Швейцария |
|       | Вольфганг Хоппе, Торстен Фосс, Свен Петтер, Карстен Эмбах  | Германия  |

## Скелетон

### Соревнования у мужчин
| Место | Спортсмен       | Страна    | Итоговый результат |
| ----- | --------------- | --------- | ------------------ |
|       | Райан Дэвенпорт | Канада    | 3:51,15            |
|       | Франц Планггер  | Австрия   | 3:52,37            |
|       | Кристиан Ауер   | Швейцария | 3:52,90            |

## Медальный зачёт
| Место | Страна    | Золото | Серебро | Бронза | Всего |
| ----- | --------- | ------ | ------- | ------ | ----- |
| 1     | Германия  | 2      | 0       | 1      | 3     |
| 2     | Канада    | 1      | 1       | 0      | 2     |
| 3     | Австрия   | 0      | 1       | 0      | 1     |
| 4     | Швейцария | 0      | 1       | 2      | 3     |